# Humboldt (Schiff)
Die Humboldt ist ein peruanisches Fischereiforschungsschiff.

## Geschichte
Das als Fischtrawler konzipierte Schiff wurde auf der peruanischen Werft SIMA-PERÚ S.A. mit technischer und finanzieller Hilfe der Deutschen Gesellschaft für Technische Zusammenarbeit gebaut. Die Kiellegung fand am 18. Juli 1977, der Stapellauf am 13. Oktober 1978 statt. Die Fertigstellung des Schiffes erfolgte am 10. Februar 1980.
Am 28. Februar 1989 verursachte die BIC Humboldt eine Ölpest nahe der King George Island. Mit anderen Umweltkatastrophen führte das Unglück zu massiver Kritik an CRAMRA, einem Abkommen, welches unter Auflagen Rohstoffabbau in der Antarktis erlaubt hätte, was kurz danach von den Vertragsstaaten aufgegeben wurde.
Namensgeber des Schiffes ist der Naturforscher Alexander von Humboldt. Das Schiff war in die Feierlichkeiten in Peru zum Andenken an Humboldts amerikanische Forschungsreise eingebunden. Zu diesem Anlass erschien 2002 auch eine Briefmarke, die neben einem Porträt Humboldts auch das Schiff zeigt.

## Aufgaben
Zu den Hauptaufgaben des Schiffes gehören die Überwachung der Fischbestände, insbesondere die der Sardellen und Sardinen im Humboldtstrom sowie meereskundliche Forschung vor der peruanischen Küste. Im Südsommer wird das Schiff auch für Forschungsfahrten in der Antarktis eingesetzt.

## Technische Daten und Ausstattung
Das Schiff wird von zwei B&W-Dieselmotoren mit 1450 PS Leistung angetrieben. Die Motoren wirken über ein Untersetzungsgetriebe auf einen Verstellpropeller. Das Schiff ist mit einem Bugstrahlruder ausgerüstet.
Für die Stromversorgung stehen zwei von Deutz-Dieselmotoren mit jeweils 388 kW angetriebene Generatoren sowie ein von einem Deutz-Dieselmotor mit 188 kW Leistung angetriebener Generator zur Verfügung.
Das Schiff verfügt über eine Reichweite von bis zu 10.000 Seemeilen. Es kann rund 37 Tage ununterbrochen auf See bleiben.
An Bord befinden sich mehrere Labore sowie ein Laderaum mit 100 m³ Fassungsvermögen. Das Schiff bietet 40 Besatzungsmitgliedern und 40 Wissenschaftlern Platz.